# Lothar Müller (Politiker)
Lothar Müller (* 8. Dezember 1947 in Bludenz) ist ein ehemaliger österreichischer Politiker (SPÖ) und Verlagsrepräsentant. Müller war von 1979 bis 1986 Mitglied des Bundesrates und von 1986 bis 1994 Abgeordneter zum österreichischen Nationalrat. 
Müller besuchte nach der Volksschule das Gymnasium in Lochau und Graz und legte 1966 die Matura ab. Er studierte in der Folge Theologie an der Universität Innsbruck und schloss sein Studium 1972 als Mag. theol. ab. 1975 promovierte Müller zum Dr. theol. Bereits während seines Studiums war Müller als wissenschaftliche Hilfskraft und Vertragsassistent am Institut für Moraltheologie und Gesellschaftslehre der Universität Innsbruck tätig, zwischen 1973 und 1976 war er Landesstellenleiter des Dr. Karl Renner-Institutes Tirol. Zwischen 1976 und 1986 arbeitete Müller als Landesparteisekretär der SPÖ Tirol.
Müller vertrat die SPÖ vom 23. Oktober 1979 bis zum 16. Dezember 1986 im Bundesrat und war vom 17. Dezember 1986 bis zum 10. Juni 1994 Abgeordneter zum Nationalrat. Danach war Müller als Amtsführender Stadtrat der Landeshauptstadt Innsbruck aktiv. Müller war zudem Mitglied des Landesparteivorstandes der SPÖ Tirol.